# Katanga, la danse des scorpions
Pour plus de détails, voir Fiche technique et Distribution.
Katanga, la danse des scorpions est un long-métrage dramatique burkinabè réalisé par Dani Kouyaté, sorti en 2024. Le film est inspiré de la tragédie Macbeth de William Shakespeare, transposée dans un contexte africain. Il est tourné en mooré, une langue couramment parlée au Burkina Faso, et est sous-titré en français.
Il s'agit du sixième opus du réalisateur; qui s'inscrit dans le registre d'une fable politique. Ce film remporte plusieurs prix lors de la 29e édition du Festival Panafricain du Cinéma et de la Télévision de Ouagadougou (FESPACO), dont l’Étalon d’Or de Yennenga 2025. Il est le troisième film burkinabè à s’inscrire au palmarès officiel de ce prix.

## Synopsis
Katanga, la danse des scorpions se déroule dans le royaume imaginaire de Ganzurgu, en Afrique. Le pays est secoué par une crise politique et le roi Pazouknam parvient à éviter un coup d'État. Pour renforcer son autorité, il nomme son cousin Katanga à la tête de l'armée. Katanga consulte un devin qui lui prédit que le trône de Pazouknam lui reviendra, une prophétie qui le pousse à nourrir une ambition grandissante. Sous l'influence de son épouse Pougnéré, Katanga nourrit une ambition croissante et décide de prendre des mesures pour obtenir le pouvoir.
Parrallèlement, une autre prédication annonce que Bougum, le bras droit et ami de Katanga, est aussi destiné à régner. Cette situation va entraîner une série de trahisons et de conflits internes, car Katanga va devoir tout faire pour garder son pouvoir. Katanga, l'homme loyal et respecté devient de plus en plus paranoïaque, manipulateur et violent. Il s'isole peu à peu, tandis que ceux qui l'entourent, à commencer par son épouse, l'incitent à franchir toutes les limites pour rester roi. Le film montre la tragédie d'un homme qui, obnubilé par sa quête de pouvoir, finit par perdre son humanité.

## Fiche technique
Sauf indication contraire, les informations mentionnées dans cette section peuvent être confirmées par la base de données cinématographiques IMDb,  présente dans la section « Liens externes ».
- Titre: Katanga, la danse des scorpions
- Réalisation: Dani Kouyaté
- Scénario: Dani Kouyaté, inspiré de « Macbeth » de William Shakespeare
- Genre: Drame, politique
- Musique: Dramane Dembélé et Pascal Zander[7]
- Production: Sahélis Productions
- Pays d'origine: Burkina Faso
- Langue originale: Mooré
- Durée: 113 minutes
- Budget: estimé à 650 millions de Francs CFA, réalisé avec près de 400 millions (600 000 €)[8]
- Format: Noir et blanc

## Distribution
- Mahamadi Nana: Katanga
- Hafissata Coulibaly: Pougnéré
- Prosper Compaoré: Roi Pazouknam
- Abdoulaye Komboudry: Le devin Lalé
- Justin Ouidiga: Fils de Bougum
- Lazare Minoungou: Tangby
- Rasmané Ouédraogo: Sidnooma
- Dramane Ouédraogo: Prince Raogo
- Aï Keïta: La Reine-mère
- Adissa Ilboudo: Soubila, épouse de Bougum
- Issa Ouédraogo: Gandaogo
- Lazare Kaboré: Tengsoaba
- Ildevert Meda: Le médecin
- Lionel Bambara: Wendemi
- Claire Traoré: Kuiliga
- Charles Wattara: Nyamba
- Alexis Kombassé Yaméogo: vieux bronzier
- Joséphine Kaboré: La dame barbue
- Serge Ouédraogo: Sidgomdé

## Production
Le tournage se déroule sur une période de six semaines au Burkina Faso aux alentours de Ouagadougou. Le film mobilise environ 50 techniciens, 200 figurants et une vingtaine d’acteurs principaux, sous la direction d’Ildevert Méda, également acteur dans le film, qui occupe le poste de directeur de casting. La postproduction dure environ six mois, et le projet nécessite plus de deux ans de travail. Le film est entièrement tourné en mooré.

## Analyse du titre et du format
Le terme «Katanga» est une expression courante au Burkina Faso pour désigner des situations complexes et difficiles à résoudre. Le titre fait penser également à la province du Katanga en République Démocratique du Congo, connue pour ses tensions et luttes politiques. Quant à "la danse des scorpions", cette expression apporte une touche poétique au titre. Le scorpion, symbole de danger, représente les risques liés à la politique. La "danse" fait référence aux manœuvres politiques. Le réalisateur utilise cette métaphore pour montrer l’aspect risqué et potentiellement destructeur du pouvoir politique.
Le choix du noir et blanc pour le film vise à le positionner dans un univers intemporel et symbolique, semblable à une fable ou un conte, afin d'éviter une identification à une époque ou un lieu précis. L'objectif du réalisateur est d'éviter de situer l’œuvre dans le temps et dans l’espace, afin de plonger le spectateur dans un univers plus rêveur et imaginaire,.

## Récompenses
FESPACO 2025 :
- Étalon d’or de Yennenga[12],[13]
- Prix du public avec une moyenne 9,18 / 10[2].
- Prix Sembène Ousmane de la Fondation Ecobank
- Prix spécial FDCT (Fonds de Développement Culturel et Touristique)[14]
- Prix spécial UEMOA du long-métrage fiction[15]
- Prix de la critique africaine Paulin Soumanou Vieyra[16]

## Accueil
L’œuvre est saluée pour la force de son message politique et sa capacité à transposer la tragédie de Shakespeare dans un contexte africain. Selon Martin Zongo, porte-parole du jury du FESPACO, il est récompensé « pour le caractère intemporel et universel de sa cruciale thématique (...) pour son fort ancrage culturel à travers ses décors et costumes et la valorisation de son identité linguistique »,,.